# Miki Novović
Miki Novovic (Berane, Montenegro, 16 de septiembre de 1992) es un jugador profesional de baloncesto montenegrino que juega de pívot. Juega en el Fryshuset Basket  en la  Svenska Basketligan sueca.

## Carrera
Miki Novovic procede de las categorías inferiores del KK Buducnost montenegrino. 
En 2018 llega a España y es fichado en la filial de San Pablo Burgos, equipo que también juega en la Liga ACB.

## Trayectoria
- 2005: KK Buducnost
- 2008/10: Pallacanestro Torino
- 2011/12: Ferrol baloncesto
- 2013/14: Valentino Basket Castellaneta.
- 2015/16  F. C. Barreirense
- 2017/18 Gandía Básquet
- 2019  San Pablo Burgos
- 2019/21  Team FOG Næstved
- 2021-2022  KK Lovćen
- 2022-  Horsens I. C.
- 2022-  Fryshuset Basket

## [2]Referencias
1. ↑  «Miki Novovic llega al Nissan grupo de Santiago». Archivado desde el original el 23 de marzo de 2020. Consultado el 23 de marzo de 2020.
2. ↑  «Novovic, sangre balcánica para el proyecto de Units Pel Bàsquet». Las Provincias. 5 de septiembre de 2018. Consultado el 24 de marzo de 2020.

1. ↑  «Miki Novovic Mix».
2. ↑  «spiller Miki Novovic». Archivado desde el original el 22 de marzo de 2020. Consultado el 24 de marzo de 2020.
3. ↑  «Miki Novovic Basketball Player Profile, Team FOG Naestved, News, BasketLigaen stats, Career, Games Logs, Best, Awards - eurobasket». Eurobasket LLC (en inglés). Consultado el 24 de marzo de 2020.
4. ↑  «Miki Novovic highlight tape».
5. ↑  Burgos, Tribuna de (27 de septiembre de 2012). «El Grupo de Santiago incorpora al pívot montenegrino Miki Novovic». www.tribunaburgos.com. Consultado el 24 de marzo de 2020.